# ボーフォート (ノースカロライナ州)
ボーフォート（英: Beaufort、[ˈboʊfərt] BOH-fərt）は、アメリカ合衆国ノースカロライナ州の東部カータレット郡の町であり、同郡の郡庁所在地でもある。町は1709年に設立され、ノースカロライナ州ではバス町とイーデントン町に次いで3番目に古い町である。2012年2月1日、雑誌「バジェット・トラベル・マガジン」の読者によって、「アメリカで最も涼しい小さな町」に選ばれた。
2010年国勢調査での人口は4,039 人だった。サウスカロライナ州の同じ綴りの市と混同されることもあるが、同市の発音はビューフォートである。
ボーフォートはノースカロライナ州のインナーバンクス地域に位置している。町内にはノースカロライナ海洋博物館、デューク大学海洋研究室（ニコラス環境学校）、アメリカ海洋大気庁（NOAA)沿岸漁業と生息地研究センターがある。レイチェル・カーソン海岸保護地も入っている。ニコラス・スパークスの小説『奇跡を信じて』（1999年）とその2002年の映画『ウォーク・トゥ・リメンバー』はボーフォートが舞台である。

## 歴史
ボーフォート町内のアメリカ合衆国国家歴史登録財としては、ボーフォート歴史地区、カータレット郡ホーム（救貧院）、ギブス邸、ジェイコブ・ヘンリー邸、旧埋葬地がある。1718年6月、海賊の黒髭がその旗艦「アン女王の復讐号」を現在のボーフォート入り江近くで座礁させた。1996年、「アン女王の復讐号」と見られる残骸が発見された。その「アン女王の復讐号」残骸は2004年に国家歴史登録財に登録番号 04000148 で追加された。座礁から32年後の1750年8月、ハリケーンに襲われたノースカロライナで少なくとも3隻の商船が座礁した。そのうちの1隻「エルサルバドル号」がルックアウト岬近くで沈んだ。

## 地理
ボーフォートはカータレット郡中心の南にあり、座標では北緯34度43分 西経76度39分 / 北緯34.717度 西経76.650度 (34.7207, −76.6525)にある。南の大西洋への出口水路であるボーフォート入り江に面している。西には潮汐の影響を受けるニューポート川が流れ、ボーフォートとモアヘッドシティ町とを分けている。東は未編入のレノックスビル地区があり、別の潮汐のある川のノース川まで広がっている。

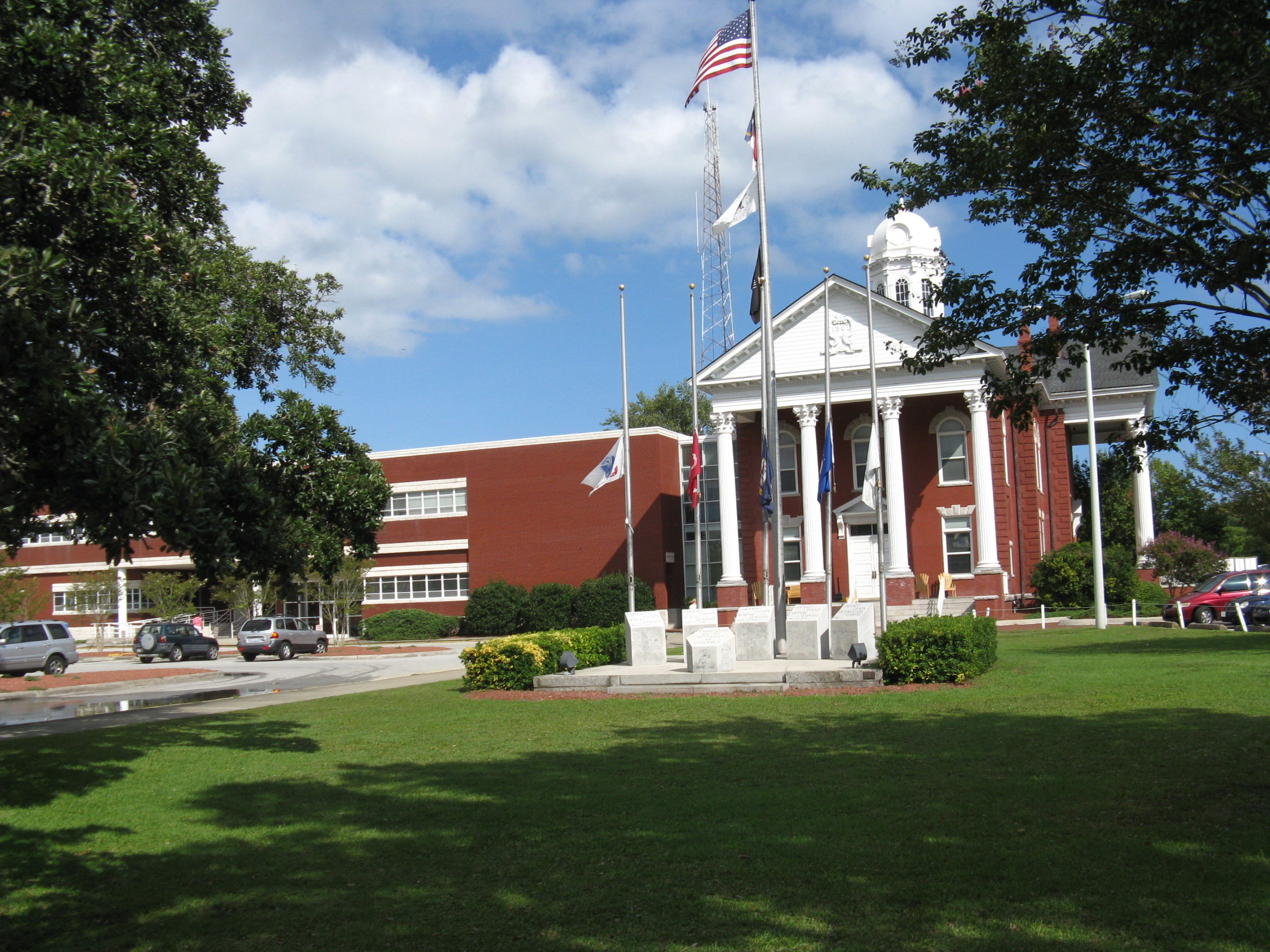
ボーフォートにあるカータレット郡庁舎

アメリカ国道70号線がボーフォート町内を通り、西はニューポート川を越えてモアヘッドシティに、北東は31マイル (50 km) でその東端であるアトランティック町に至る。
アメリカ合衆国国勢調査局に拠れば、町域全面積は5.6平方マイル (14.5 km2)であり、このうち陸地4.6平方マイル (12.0 km2)、水域は1.0平方マイル (2.6 km2)で水域率は17.75%である。

## 人口動態
以下は2008年推計による人口統計データである。
| 基礎データ - 人口: 4,189 人 - 世帯数: 1,780 世帯 - 家族数: 1,048 家族 - 人口密度: 531.4人/km2（1,374.4 人/mi2） - 住居数: 2,187 軒 - 住居密度: 308.2軒/km2（797.1 軒/mi2） 人種別人口構成 - 白人: 75.87% - アフリカン・アメリカン: 19.99% - ネイティブ・アメリカン: 0.11% - アジア人: 0.37% - 太平洋諸島系: 0.05% - その他の人種: 2.39% - 混血: 1.22% - ヒスパニック・ラテン系: 3.77% 年齢別人口構成 - 18歳未満: 18.3% - 18-24歳: 7.3% - 25-44歳: 27.9% - 45-64歳: 26.7% - 65歳以上: 19.8% - 年齢の中央値: 43歳 - 性比（女性100人あたり男性の人口） - 総人口: 87.1 - 18歳以上: 83.5 | 世帯と家族（対世帯数） - 18歳未満の子供がいる: 21.9% - 結婚・同居している夫婦: 40.3% - 未婚・離婚・死別女性が世帯主: 15.3% - 非家族世帯: 41.1% - 単身世帯: 35.5% - 65歳以上の老人1人暮らし: 15.6% - 平均構成人数 - 世帯: 2.07人 - 家族: 2.65人 収入と家計 - 収入の中央値 - 世帯: 28,763米ドル - 家族: 39,429米ドル - 性別 - 男性: 30,859米ドル - 女性: 22,955米ドル - 人口1人あたり収入: 19,356米ドル - 貧困線以下 - 対人口: 16.6% - 対家族数: 13.3% - 18歳未満: 35.0% - 65歳以上: 10.4% |

## 交通

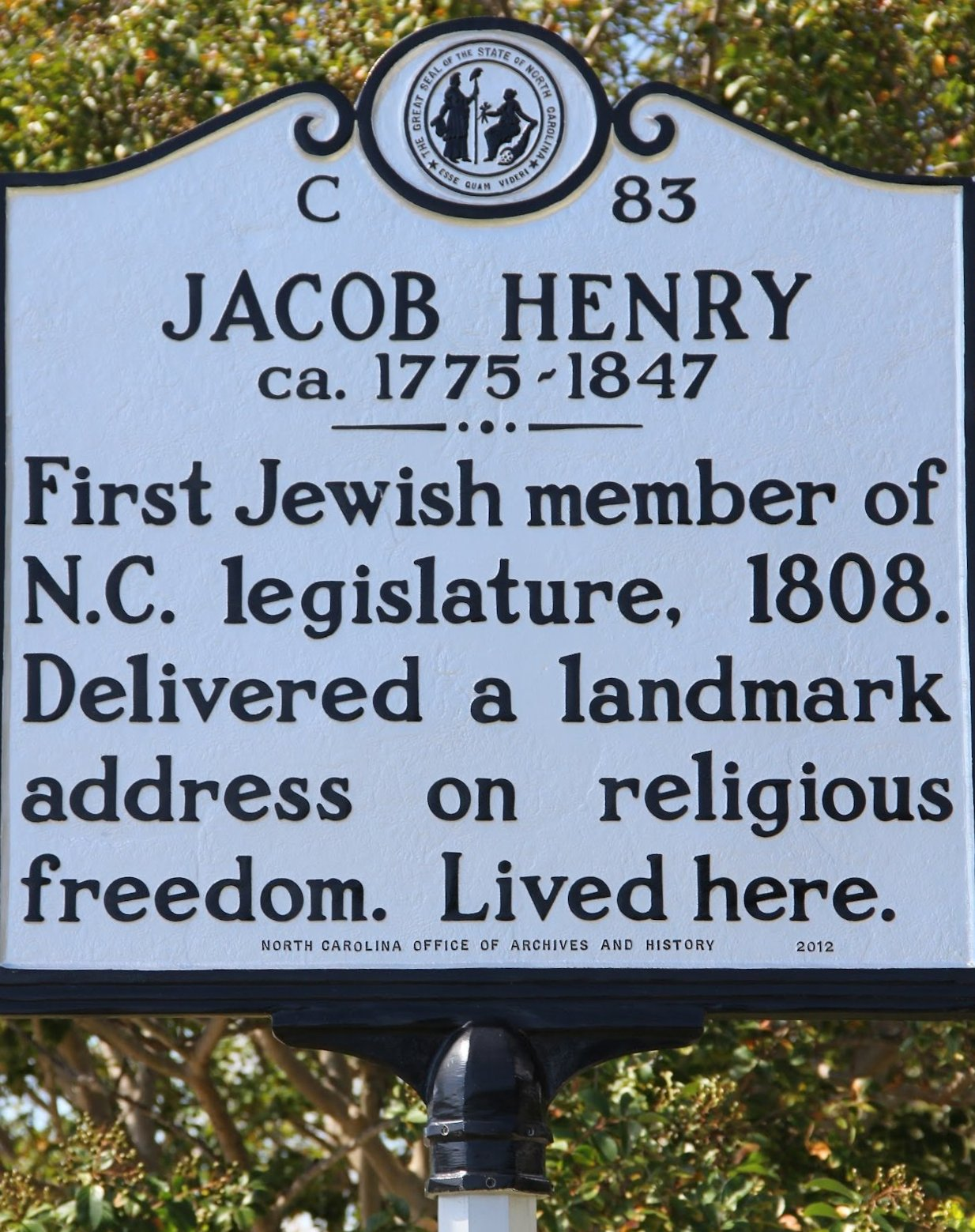
ジェイコブ・ヘンリー邸前の銘板、フロント通り229

### 高規格道路
- アメリカ国道70号線
- ノースカロライナ州道101号線

### 空港
- マイケル・J・スミス飛行場

## 教育

### 小学校
- ボーフォート小学校[16]
- ティラー学校（チャータースクール）[17]

### 中学校
- ボーフォート中学校[18]

### 高校
- ボーフォートの高校生は町の北にあるイーストカータレット高校に通う[19]

## ラジオ局
- 92.3MHz FM WQSL R&B とオールドスクール - ジャクソンビル
- 101.9MHz FM WIKS アーバン・ミュージック - ニューバーン
- 103.3MHz FM WMGV ホット AC - ニューポート
- 104.5MHz FM WSTK ゴスペル音楽 - オーロラ
- 107.1MHz FM WTKF トーク - アトランティック
- 88.1MHz FM WJAE ゴスペル - ノース川/モアヘッドシティ/シーダーアイランド/ボーフォート
- 106.9MHz FM WUSA ゴスペル - ノース川/アトランティックビーチ/モアヘッドシティ/ハーカーズアイランド
- 95.3MHz FM WWJD ゴスペル - フォートメイコン/パインノール・ショアーズ/アトランティックビーチ
- 89.1MHz FM WSAE デイタイム R&B クラシック & ラップ - サウス川/シーレベル/ハーカーズアイランド/ノース川

### 教会
- フェイス・タバナクル・オブ・プレイズ Inc. - ドナルド・クルームズ・シニア司祭

## 姉妹都市

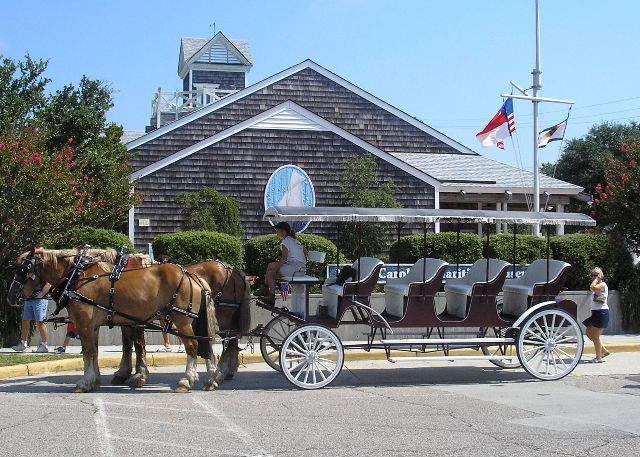
ノースカロライナ海洋博物館前の馬車

ボーフォート姉妹都市 Inc. に拠れば、ボーフォートは下記19の町と姉妹都市を結んでいる。
| - オーストラリア、ビクトリア州、ボーフォート - フランス、オート＝ガロンヌ県、ボーフォール (オート＝ガロンヌ県) - フランス、エロー県、ボーフォール (エロー県) - フランス、イゼール県、ボーフォール (イゼール県) - フランス、ジュラ県、ボーフォール (ジュラ県) - フランス、ノール県、ボーフォール - フランス、パ＝ド＝カレー県、ボーフォール・ブラバンクール - フランス、ムーズ県、ボーフォール・アン・アルゴンヌ - フランス、ソンム県、ボーフォール・アン・サンテール - フランス、メーヌ＝エ＝ロワール県、ボーフォール・アン・バレー | - フランス、サヴォワ県、ボーフォール・シュル・ドロン - フランス、ドローム県、ボーフォール・シュル・ジェルバン - フランス、ピュイ＝ド＝ドーム県、シャデ・ボーフォール - フランス、オーブ県、モンモランシー・ボーフォール - アイルランド共和国、ケリー県、ボーフォート - ルクセンブルク、ビーフォート - マレーシア、サバ州、ビューフォート - 南アフリカ共和国、西ケープ州、ビューフォートウェスト - イギリス、ウェールズ、ビューフォート |